# 앨런 빈

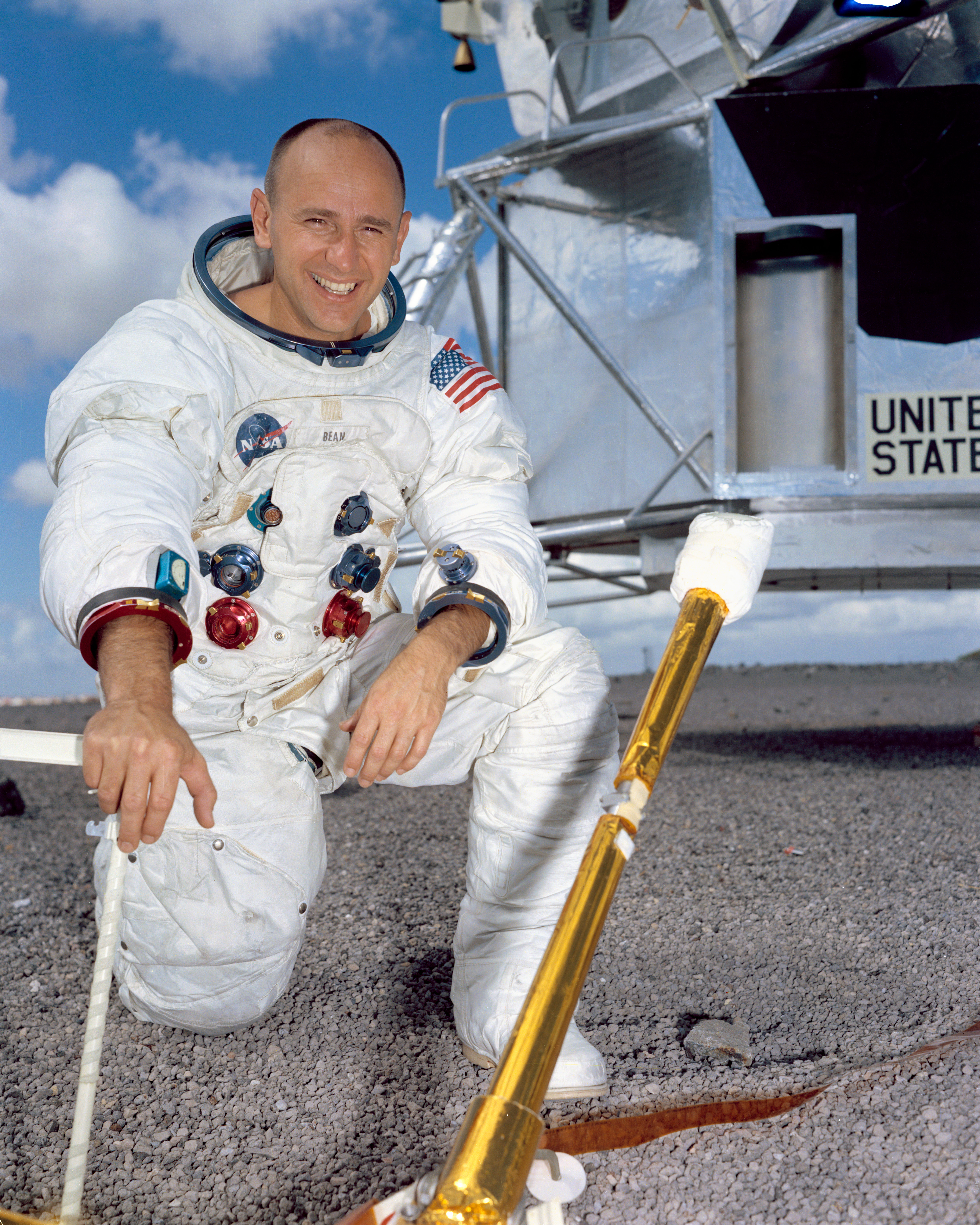

앨런 빈(Alan Bean, 본명: 앨런 라번 빈, 본명 영어: Alan LaVern Bean, 1932년 3월 15일 ~ 2018년 5월 26일)은 미국 해군 장교이자 비행가, 항공 엔지니어, 시험 조종사, NASA 우주 비행사 및 화가였다. 1963년 NASA의 우주비행사 그룹 3의 일원으로 우주비행사로 선발되었으며, 달에 발을 디딘 네 번째 사람이 되었다.
우주비행사가 되기 전 빈은 1955년 오스틴에 있는 텍사스 대학교에서 항공 공학 학사 학위를 취득하고 미 해군에 다시 입대했다. 고등학교 졸업 후 1년 동안 입대원으로 복무했다. 1956년에 해군 비행사 날개를 받고 전투기 조종사로 복무했다. 1960년에 미국 해군 시험조종사 학교를 졸업하고 시험조종사로 비행했으며 1962년에는 뉴 나인 선발 최종 후보에 올랐다.
1969년 11월 37세의 나이로 달 착륙을 위한 두 번째 승무원 임무인 아폴로 12호를 타고 우주로 첫 비행을 했다. 1973년 두 번째이자 마지막 우주 비행인 스카이랩 3 임무를 수행했다. 스카이랩 우주정거장. 1975년 미국 해군과 1981년 NASA에서 은퇴한 후 그림에 대한 관심을 추구하여 다양한 우주 관련 장면을 묘사하고 자신의 우주 경험과 동료 아폴로 프로그램 우주비행사의 경험을 기록했다. 아폴로 12호의 마지막 생존 승무원이었다.